# Gerson Gu-Konu
Gerson Gu-Konu (né en 1932 à Kuma-Adame et décédé le 30 juillet 2006 à Ho), également connu sous le nom de Gerson Konu, originaire de Kwadzo Gaglo Gù-Konu, était un militant pour la paix et les droits de l'homme, parlementaire togolais.

## Biographie
Gerson Gu-Konu a étudié à l'école primaire à Kpalimé, dans le sud-ouest du Togo. Il a poursuivi ses études secondaires jusqu'en 1949 au Collège moderne de Lomé (alors appelé Petit Dakar). Il a commencé sa vie professionnelle comme enseignant de la Mission évangélique, d'abord à Kpalimé, puis à Lomé jusqu'en 1954, avant de retourner à Kpalimé, où il a enseigné Collège Espoir jusqu'en 1956.

### Volontariat

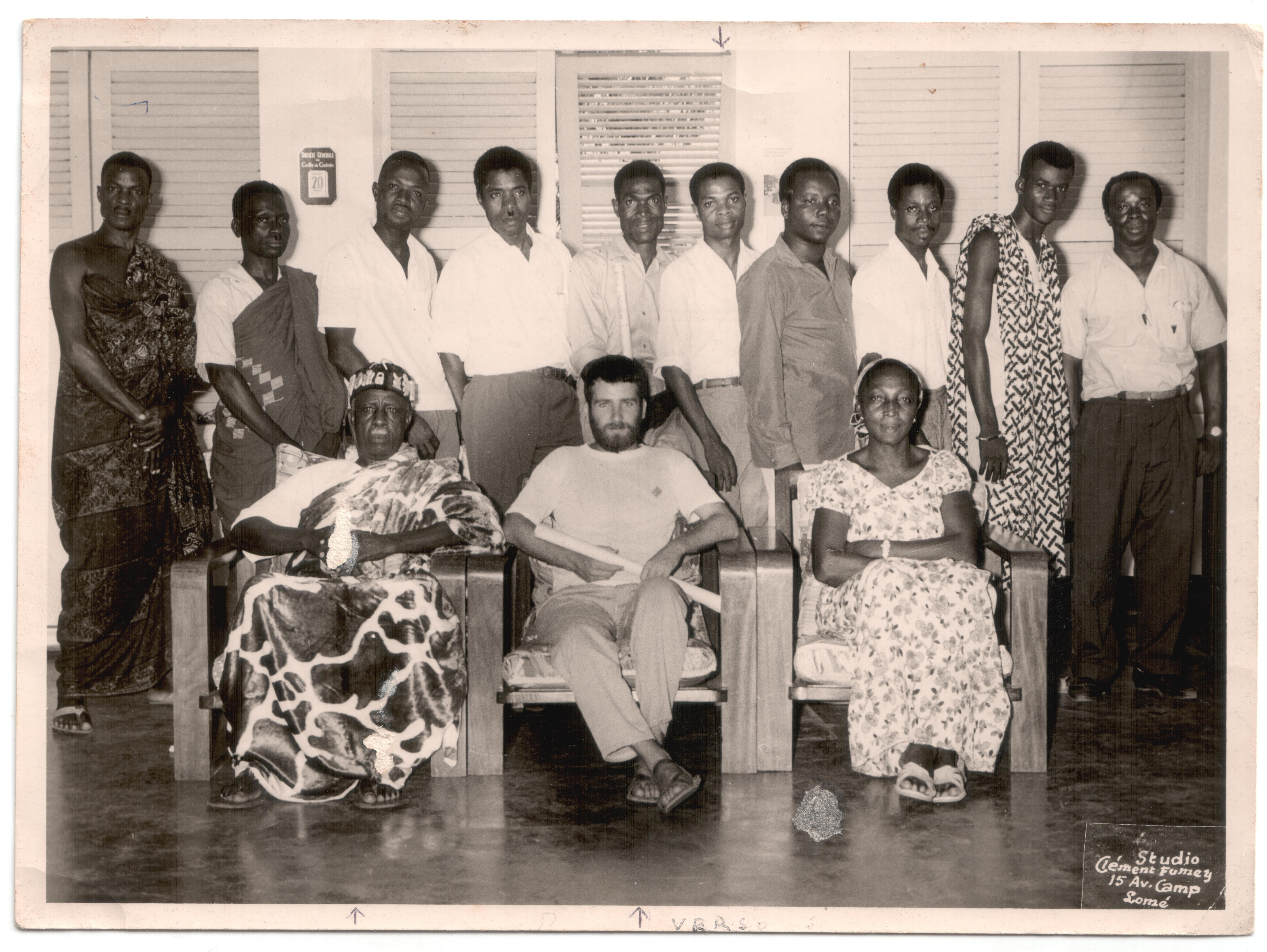
Photo de groupe des Volontaires au travail avec Gerson Gu-Konu (debout, 6e à partir de la gauche), un chef de village et Max Hildesheim (au centre).

En 1955, Gu-Konu fonde une association appelée Les Volontaires au travail (LVT), qui deviendra plus tard l'Association togolaise des volontaires au travail (ASTOVOCT). En 1957, il découvre des camps de travail volontaires internationaux au Ghana voisin et entend parler du Service civil international (SCI) pour la première fois.
Les volontaires LVT construisent des écoles et des centres de santé dans plusieurs villages de Klouto en collaboration avec la population locale et en collaboration avec des jeunes de France, d'Angleterre, des Pays-Bas et du Ghana. Les camps de travail répondent aux besoins du nouvel État en encourageant les populations locales à prendre leur développement en main. Des villageois, des étudiants et des volontaires étrangers, africains et européens, travaillent ensemble. Parallèlement à ces camps de travail, Gerson organisent des programmes d'alphabétisation dans la langue locale. Ces initiatives sont couronnées de succès parce qu'elles correspondent aux attentes des populations, d'autant plus qu'elles s'inscrivent dans les coutumes locales de convivialité.

### Carrière politique
Après l'indépendance du Togo en 1960, Gu-Konu est élu au député de la région de Kpalimé en tant que membre du parti Comité de l'union togolaise (CUT) et partisan du premier président, Sylvanus Olympio. Cela fait de lui le plus jeune membre de la première Assemblée nationale formée après la victoire des nationalistes aux élections.
Le lendemain du coup d'État militaire du 13 janvier 1963, Gerson Gu-Konu rassemble un groupe de femmes et d'hommes pour entrer dans la clandestinité et organiser la résistance contre la junte qui venait de prendre le pouvoir à Lomé. Ce groupe prend les armes s'organise pour bloquer la route d'accès au commandement militaire envoyé par les putschistes de Lomé pour écraser la résistance à Kpalimé. Plusieurs jours plus tard, lui et plusieurs de ses amis sont arrêtés, torturés, finalement jugés et condamnés à cinq ans de prison. Il est libéré le 13 janvier 1968 grâce aux efforts d'Amnesty International et du Service volontaire international (IVS), la branche britannique de SCI. Il s'enfuit ensuite en France, où il devint permanent au bureau du SCI à Paris. De 1970 à 1978, il est secrétaire international de SCI pour l'Afrique de l'Ouest. Il développe des liens entre le SCI et des associations partenaires en Afrique. Il fonde l'UACVAO, l'Union des associations de chantiers ouest-africains, et lance également des projets à long terme avec les communautés locales. En France, il fonde un certain nombre de groupes qui s'engagent dans des échanges à long terme avec des partenaires africains, dont «Femmes et Développement», qui travaille avec des villageoises en Afrique, et «Vendée - Afrique», qui entretient un échange avec les agriculteurs africains et artisans. En 1978, il passe du SCI au Secrétariat international d'Amnesty International à Londres. Il est alors responsable de la mise en place et du soutien des branches d'Amnesty en Afrique,.
Pendant tout son exil, il est menacé par le régime togolais et ne peut se rendre dans son pays d'origine. Il tombe malade et, après avoir pris sa retraite en 1995, passe son temps entre Londres et Ho, une ville au Ghana non loin de la frontière togolaise. Il lance ensuite des projets de développement basés sur la confiance dans l'initiative locale et soutient des groupes de défense des droits de l'homme en Afrique.
Au terme d’une longue et douloureuse maladie, Gerson GU – KONU rendit l’âme le 30 juillet 2006 à Hô (Ghana) où il est inhumé. Le 26 novembre 2006 à Paris, un culte d’action de grâce fut célébré en sa mémoire.